# ヴィッラプッツ
ヴィッラプッツ（イタリア語: Villaputzu）は、イタリア共和国サルデーニャ州南サルデーニャ県にある、人口約4,700人の基礎自治体（コムーネ）。

## 地理

### 位置・広がり

#### 隣接コムーネ
隣接するコムーネは以下の通り。括弧内のNUはヌーオロ県所属を示す。
- アルムンジャ
- アルツァナ (NU)
- バッラーオ
- エスカラプラーノ
- イェルツ (NU)
- ムラヴェーラ
- ペルダズデフォーグ (NU)
- サン・ヴィート
- ウラッサイ (NU)
- ヴィッラサルト

## 行政

### 分離集落
ヴィッラプッツには、以下の分離集落（フラツィオーネ）がある。
- Porto Corallo, Porto Tramatzu, Quirra, San Lorenzo, Santa Maria, Cala Murtas